# Гібрид (фільм, 2010)
«Гібрид» (англ. Super Hybrid) — американський фантастичний фільм жаху 2010 р. режисера Еріка Валетта. Сюжет розгортається про небезпечну форму переходу розумного автомобіля-хижака, який пожирає своїх жертв, обманюючи їх у своїй кабіні. Після аварії він відправлений у ремонт до послав до механіка і намагається знайти спосіб, щоб втекти.

## Зміст
У чиказькому поліцейському гаражі стоїть розбита машина, яку привезли після дорожньої аварії. Усередині машини таїться щось, що керує нею і перетворює на будь-який транспорт у мить ока. Механіки, що заступили на чергування, й уявити собі не могли, що таке буває, а виявили дивний автомобіль тільки тоді, коли один із них загинув! Начальник зміни вирішує спіймати машину в пастку і повідомити про сенсацію всьому світу. Починається гра в кішки-мишки, але механіки не знають, що в цій грі мишки — саме вони!

## Ролі
- Шеннон Бекнер — Тільда
- Одед Фер — Рей
- Райан Кеннеді — Бобі
- Мелані Папалія — Марія
- Едріен Дорвал — Горді
- Джон Рірдон — Девід
- Олден Адер — Гектор
- Джош Стрейт — Ал

## Виробництво
Під час зйомок велика кількість знімальної команди захворіла. Більшість сцен знято в підземному гаражі, а для вентиляції викидів парів, спричинених автомашинами, не було достатнього повітряного потоку.

### Неточності
Момент, коли четверо механіків в поліцейському крейсері паркують його перед рампою, щоб заблокувати гібрид. Вони вийшли всі одночасно, що неможливо зробити в реальній поліцейській машині. Справа в тому, що задні пасажирські двері таких авто не обладнані внутрішніми ручками і відкриваються тільки зовні.

## Сприйняття
Рейтинг на IMDb — 3,9/10, Rotten Tomatoes — 20 % оцінка аудиторії.